# 軍事顧問
军事顾问，是指一些專門在军事事务領域向部隊、武裝力量以及政府提供建议的人。這些人有些是被派往外国的士兵，帮助这些国家进行军事训练、组织人員以及其他各种军事任务。外国政府或组织會派遣此类士兵支持別国的叛乱，這樣就可以避免公开动员军队，同时将潜在的自身伤亡风险降至最低。